# 松尼·基特爾
松尼·基特爾 （德語：Sonny Kittel，1993年1月6日—），是一位德國職業足球員，現效力於波蘭足球甲級聯賽球會捷斯托佐華，在場上司職攻擊中場。

## 球會生涯
在2010年6月與法蘭克福贏得了德國U17冠軍後，松尼·基特爾升格至法蘭克福的職業隊，並效力2010-2011賽季。 
松尼·基特爾在法蘭克福一隊的第一比賽是對上SV威廉港，爾後被替換下場。
在2010-2011賽季的一場法蘭克福主場比賽中，松尼·基特爾還有些許的上場機會，他在比賽84分鐘時，被 Caio Alves 替換下場。
2019年6月18日，漢堡從因戈尔施塔特簽下基特爾，並提供為期四年的合約。

## 國家隊生涯
松尼·基特爾代表了德國青年國家足球隊U16、U17、U18以及U20等隊。

## 榮譽

### 球會
法蘭克福
- 德國17歲以下甲級足球聯賽冠軍：2010年

### 個人
- 弗里茨·瓦尔特奖U18組銀獎：2011年

## 資料來源
1. ↑  . hsv.de. 2019-06-18  [2019-06-18]. （原始内容存档于2019-06-18）.

## 外部連結
- fussballdaten.de：Sonny Kittel之統計數據 （德文）
- Soccerway資料庫：松尼·基特爾